# Глушки (Белгородская область)
Глушки — хутор в Прохоровском районе Белгородской области. Входит в состав Коломыцевского сельского поселения.

## География
Находится в северной части Белгородской области, в лесостепной зоне, в пределах юго-западного склона Среднерусской возвышенности, на левом берегу ручья Корень, к западу от автодороги 14К-2, на расстоянии примерно 26 километров (по прямой) к востоку-юго-востоку от Прохоровки, административного центра района. Абсолютная высота — 215 метров над уровнем моря.

## История
Свое название поселение взяло от распространенной в тех краях фамилии Голушкин, от нее пошло название Голушки, позже перешедшее в современное Глушки.
Хутор был основан переселенцами пригородной и Войсковых слобод около 1830 года. Согласно данным переписи населения 1885 года в хуторе размещалось 15 дворов. К 1930-м годам хутор разросся до 46 дворов.
Своей школы в хуторе не было и занятия проводили приезжие из Корочи учителя. Школу (земскую) построили только в 1924 году, трехгодичного обучения. 
После октябрьской революции и всеобщей коллективизации, в 1926 году образуется товарищество по совместной обработке земли ТОЗ, в который входило 78 хозяйств.
Чуть позднее, в 1930-м году создается колхоз «Путь к Достатку», в 1931 - строится клуб.
В годы Великой Отечественной войны многие жители хутора были привлечены на строительство железной дороги Старый Оскол – Ржава.
В 1962 году хутор Глушки переходит в административное управление Коломыцевским сельским Советом Прохоровского района.
По данным переписи в 1973 году на хуторе проживало 122 человека.

### Климат
Климат характеризуется как умеренно континентальный, с относительно мягкой зимой и тёплым продолжительным летом. Среднегодовая температура воздуха — 5,4 °C. Средняя температура воздуха самого холодного месяца (января) — −9,2 °C; самого тёплого месяца (июля) — 16,4 — 24,3 °C. Безморозный период длится в среднем 155—160 дней. Годовое количество атмосферных осадков — 527—595 мм, из которых большая часть выпадает в тёплый период.

### Часовой пояс
Хутор Глушки как и вся Белгородская область, находится в часовой зоне МСК (московское время). Смещение применяемого времени относительно UTC составляет +3:00.

## Население
| 2002 | 2010 |
| ---- | ---- |
| 35   | ↘22  |

### Половой состав
По данным Всероссийской переписи населения 2010 года в гендерной структуре населения мужчины составляли 50 %, женщины — соответственно также 50 %.

### Национальный состав
Согласно результатам переписи 2002 года, в национальной структуре населения русские составляли 100 %.